# Perizoma fulvida
Perizoma fulvida är en fjärilsart som beskrevs av Butler 1881. Perizoma fulvida ingår i släktet Perizoma och familjen mätare. Inga underarter finns listade i Catalogue of Life.